# Luke Cage

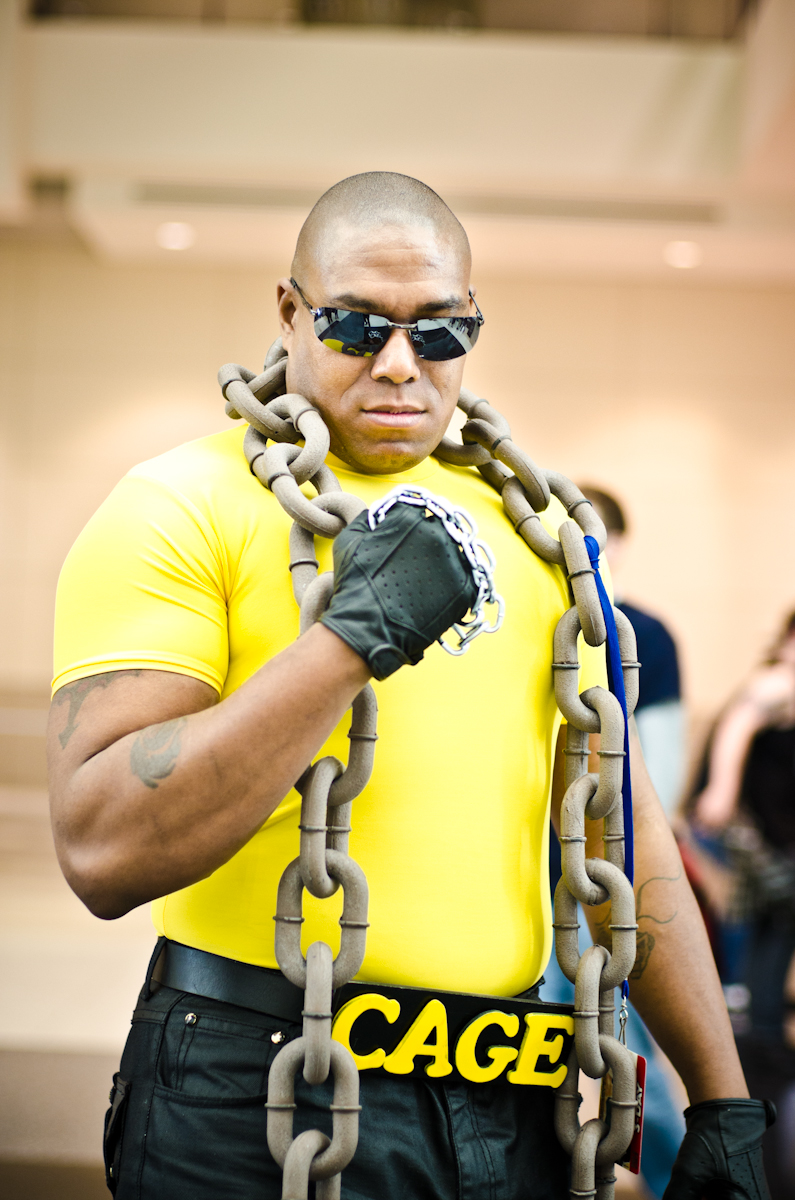
Person utklädd till Luke Cage.

Luke Cage, egentligen Carl Lucas, även känd under namnet Power Man, är en superhjälte som förekommer i amerikanska serietidningar, utgivna av Marvel Comics. Luke Cage skapades av Roy Thomas, Archie Goodwin och John Romita Sr. Första numret av serietidningen Luke Cage, Hero for Hire utkom i juni 1972.
Webb-TV-serien Luke Cage hade premiär år 2016.